# BOB VT 63
De VT 63 is een diesel treinstel, een zogenaamde lichtgewichttrein van het type Regio-Shuttle, voor het regionaal personenvervoer van de Duitse spoorwegonderneming Bodensee-Oberschwaben-Bahn GmbH & Co. KG (BOB).

## Geschiedenis
Oorspronkelijk werd de Regio-Shuttle door Adtranz gebouwd. Toen Bombardier Adtranz overnam, mocht Bombardier de Regio-Shuttle om kartelrechterlijke redenen niet meer bouwen. De licentie kwam toen in handen van Stadler Rail. Bombardier bouwt nu de ITINO, een treinstel dat gebaseerd is op de Regio-Shuttle. Stadler Rail ontwikkelde de trein verder als Regio-Shuttle RS 1.

### Vervolgorder
In augustus 2011 werd bekend dat de Bodensee-Oberschwaben-Bahn twee extra Regio-Shuttle treinstellen heeft aangeschaft. De treinstellen worden in 2013 geleverd en kosten samen 5 miljoen euro

## Constructie en techniek
Het treinstel is opgebouwd uit een stalen frame met een frontdeel van GVK. Het treinstel heeft een lagevloerdeel. Deze treinstellen kunnen tot drie stuks gecombineerd rijden. De treinen zijn uitgerust met luchtvering.

## Treindiensten
Deze treinen worden door Bodensee-Oberschwaben-Bahn sinds 1998 ingezet op het volgende traject.
- Aulendorf - Friedrichshafen aan de Südbahn, spoorlijn Ulm - Friedrichshafen